# Бутано-центральноафриканские отношения
Бутано-центральноафриканские отношения — двусторонние международные отношения между Королевством Бутан и Центральноафриканской Республикой.  Дипломатические отношения никогда не устанавливались.

## Сравнительная характеристика
|                  | Бутан                        | ЦАР                         |
| ---------------- | ---------------------------- | --------------------------- |
| Население        | 787 424 человек              | 5 152 421 человек           |
| Площадь          | 38 394,0 квадратный километр | 622 984 квадратный километр |
| Часовой пояс     | UTC+6:00, Бутанское время    | UTC+1:00, Africa/Bangui     |
| Столица          | Тхимпху                      | Банги                       |
| Форма правления  | конституционная монархия     | президентская республика    |
| Официальный язык | дзонг-кэ                     | французский язык, санго     |
| Основная религия | буддизм                      | христианство                |
| Дата основания   | 8 августа 1949 год           | 1960 год                    |

## История
Бутанская комиссия по борьбе с коррупцией посетила конференцию «Раскрытие активов для Западной и Центральной Африки», которая состоялась 26-28 мая 2014 года в Дакаре, столице Сенегала, чтобы поделиться своим опытом в области системы управления раскрытием информации об активах с акцентом на применение технологий.
17 сентября 2014 года королевское правительство заявило о том, что Бутан по-прежнему полностью привержен поддержанию международного мира и безопасности, что является одним из ключевых мандатов и целей Организации Объединенных Наций, и что с этой целью правительство приняло решение об участии в Многопрофильной комплексной миссии Организации Объединенных Наций по стабилизации в Центральноафриканской Республике. Подполковник Кинли Вангди и майор Угьен Вангчук приступили к исполнению своих обязанностей в MINUSCA в качестве штабных офицеров. Король сказал, что они должны хорошо представлять страну, выполняя свои обязанности профессионально и с самыми высокими стандартами качества. Премьер-министр Церинг Тобгай также встретился с офицерами и заявил, что участие Бутана в миротворческих миссиях ООН является гордым моментом для страны и отражает его давнюю поддержку и приверженность ООН и ее обязательства как члена международного сообщества реагировать на кризисы и гуманитарные катастрофы, а также что способность и готовность внести ощутимый вклад в международный мир и безопасность представляют собой взросление и рост бутанской нации. Поскольку это были первые бутанские миротворцы ООН, премьер-министр сказал, что на их участие возлагаются большие надежды. Вооруженные силы провели церемонию отъезда офицеров, где командующий армией генерал-лейтенант Бату Церинг представил офицерам Таши Хадхара и сказал, что будучи бутанскими первопроходцами миротворческих миссий ООН, офицеры должны подавать хороший пример, вызывая всеобщее уважение и восхищение страной. Данное событие ознаменовало первое и историческое участие офицеров вооруженных сил Бутана в качестве «голубого берета» под флагом Организации Объединенных Наций. 
В 2015 году Бутан заявил, что «не имеет возможности развернуть войска в больших масштабах, подобных Индии, Бангладеш или Непалу, которые входят в число стран, предоставляющих войска для миротворческих миссий ООН». Премьер-министр также получил обратную связь от генерального секретаря ООН о том, что бутанские миротворцы работают очень хорошо, а также попросил отправить больше миротворцев, особенно женщин-офицеров.
Фостен-Арканж Туадера, президент ЦАР, с нетерпением ожидал подкрепления от Бутана, который должен направить дополнительные силы быстрого реагирования в миротворческую миссию ООН в ЦАР в первом квартале 2022 года.
В 2022 году бутанский посол Дома Церинг подписал меморандум о взаимопонимании с заместителем Генерального секретаря по оперативной поддержке ООН Атулом Кхаре о вкладе Бутана в МИНУСКА. Согласно этому меморандуму бутан предоставляет воинский контингент.  
6 и 10 ноября 2022 года два специальных рейса Druk Air с контингентом 180 человек вылетели из Паро в Центральноафриканскую Республику. Это ознаменовало собой первое в истории развертывание контингента из Бутана для участия в операциях по поддержанию мира. С развертыванием войск, Бутан занял 54-е место из 121 страны, предоставляющей войска ООН, по сравнению с 81-м по состоянию на 30 апреля 2022 года.
Обе страны входят во многие международные организации, среди них: Продовольственная и сельскохозяйственная организация ООН, G-77, Международный банк реконструкции и развития, Международная организация гражданской авиации, Международная ассоциация развития, Международный фонд сельскохозяйственного развития, Международная финансовая корпорация,  Международный валютный фонд, Интерпол, Международный олимпийский комитет, Международная организация спутниковой телекоммуникации, Движение неприсоединения, Международный союз электросвязи, ООН, ЮНКТАД, ЮНЕСКО, ЮНИДО, Всемирная туристская организация, Всемирный почтовый союз, Всемирная таможенная организация, Всемирная организация здравоохранения, Всемирная организация интеллектуальной собственности, Всемирная метеорологическая организация.

## Численность бутанских миротворцев в ЦАР
| Дата                    | 1 июня 2019 | 1 октября 2019 | 1 июня 2020 | 1 октября 2020 | 1 февраля 2021 | 1 июня 2021 | 1 октября 2021 | 1 июня 2022 |
| ----------------------- | ----------- | -------------- | ----------- | -------------- | -------------- | ----------- | -------------- | ----------- |
| Эксперты в командировке | 2           | 2              | 2           | 2              | 2              | 2           | 2              | 2           |
| Штабные офицеры         | 2           | 2              | 2           | 2              | 3              | 3           | 3              | 4           |
| Всего                   | 4           | 4              | 4           | 4              | 5              | 5           | 5              | 6           |

## Туризм
Известно, что 1 центральноафриканец воздушным путём посетил Бутан в 2019 году. Как и в других странах, из-за пандемии COVID-19 2019 года был ограничен немногочисленный туризм между странами.

## Торговые отношения
На момент 2022 года, согласно статистическим данным торгового отделения Организации Объединённых Наций, торговля никогда не велась между странами.

## Визовая политика
- Гражданам Центральноафриканской Республики требуется виза, которую необходимо получить до поездки в Бутан. Визы обрабатываются через онлайн-систему лицензированным бутанским туроператором напрямую или через иностранное туристическое агентство. Посетитель должны отправить фото паспорта туроператору, который затем подаст заявление на получение визы. Виза будет обработана Советом по туризму Бутана после полной оплаты (включая визовый сбор в размере 40 долларов США). После получения визовое разрешение будет обработано в течение 72 рабочих часов. В пункте въезда необходимо предъявить письмо о оформлении визы, после чего виза будет проштампована в паспорте[22].
- Подданным Бутана для посещения ЦАР также требуется виза до прибытия[23].

## Дипломатические представительства
- Бутан не представлен ни на каком уровне в ЦАР[24].
- ЦАР не представлен ни на каком уровне в Бутане[25].